# Joyce (sångare)
Joyce, Joyce Silveira Moreno, född 31 januari 1948 i Rio de Janeiro, är en brasiliansk sångerska, kompositör och gitarrist.
Hon är en av de flitigaste låtskrivarna i Brasilien med över 300 publicerade sånger.
Hon slog igenom på 60-talet men är fortfarande aktiv både på skiva och på turnéer.
Hennes låtar har spelats in av artister som  Elis Regina, Toninho Horta, Vinicius de Moraes och Yoko Kanno.

## Diskografi i urval
- 1968 - Joyce (Philips)
- 1969 - Encontro Marcado (Philips Records)
- 1971 - Posições (Odeon)
- 1972 - Nelson Ângelo e Joyce (Odeon)
- 1976 - Passarinho urbano (Fonit-Cetra, Italy; also 1977, Continental, Brazil).
- 1980 - Feminina (Odeon)
- 1981 - Água e luz (Odeon)
- 1983 - Tardes cariocas (1984, Feminina Produções LP; CD PolyGram, Brazil; reissued by Far Out, 1997, UK).
- 1985 - Saudade do futuro (Pointer)
- 1986 - Wilson Batista, o samba foi sua glória (Funarte/Continental)
- 1987 - Tom Jobim - os anos 60 (SBK/EMI-Odeon)
- 1988 - Negro demais no coração (SBK/EMI-Odeon)
- 1989 - Joyce ao vivo (EMI-Odeon)
- 1990 - Music inside (Verve/PolyGram, US, UK)
- 1991 - Language and Love (aka Línguas e amores) (US, UK, Brazil).
- 1994 - Revendo amigos (EMI-Odeon)
- 1994 - Delírios de Orfeu (NEC Avenue, Japan)
- 1995 - Live at the Mojo Club (Verve/Polygram, Germany).
- 1996 - Sem você (Omagatoki, Japan) - with Toninho Horta
- 1996 - Ilha Brasil (EMI-Odeon, Brazil; Omagatoki, Japan; World Pacific-Blue Note, US).
- 1998 - Astronauta (Cancões de Elis) (Blue Jackel, US; Pau Brasil, Brazil; Omagatoki, Japan).
- 1999 - Hard Bossa (Far Out, UK).
- 2000 - Tudo Bonito (Epic/Sony Music)
- 2001 - Gafieira Moderna (Far Out, UK; Biscoito Fino, Brazil).
- 2003 - Bossa Duets (Sony)
- 2004 - Just A Little Bit Crazy (Far Out, UK; Blue Jackel, US; Biscoito Fino, Brazil) - with Banda Maluca.
- 2005 - DVD - Banda Maluca Ao Vivo (Biscoito Fino)
- 2005 - Rio Bahia (Far Out) - with Dori Caymmi